# Sách Khôn Ngoan
Sách Khôn Ngoan là cuốn sách ra đời muộn nhất trong số các sách của Cựu Ước. Được biên soạn bằng tiếng Hy Lạp vào thế kỷ thứ nhất trước Công Nguyên, tác giả Sách Khôn Ngoan là một người Do Thái khuyết danh sống ở Alexandria nhưng lại đặt sách này dưới danh nghĩa và sự bảo trợ của vua Solomon, mượn thế giá của vua này để nói.
Thời đó, người Do Thái bị người dân ngoại đạo ngược đãi và lôi kéo theo ngoại giáo. Tác giả viết sách này để giúp họ khôn ngoan hiểu biết về đạo mình và kiên trì trong đức tin. Theo quan điểm người viết, ông cho rằng sự khôn ngoan đích thực chỉ xuất phát từ Thiên Chúa khiến cho ai có được nó đều hạnh phúc, nhưng để có được khôn ngoan thì phải cầu nguyện.